# Güevéjar
Güevéjar és un municipi situat en la part nororiental de la Vega de Granada (província de Granada), a uns 10 km de la capital provincial. Aquesta localitat limita amb els municipis de Cogollos Vega, Nívar, Alfacar, Pulianas, Peligros i Calicasas.